# Stoolrechten
Stoolrechten (Latijn: iurae stolae) zijn de vergoedingen die pastoors van de Rooms-Katholieke Kerk aanrekenen voor het toedienen van sacramenten en sacramentaliën, zoals dopen, vormsels, huwelijken, uitvaarten en zielenmissen. De naam komt van de liturgische stola. 
De tarieven worden per kerkprovincie vastgesteld door de vergadering van bisschoppen. Stoolrechten zijn een vorm van offergave (oblatio, stips oblata). De gelovigen hebben naar canoniek recht een "milde betaalplicht", als compromis tussen het principe dat de genade gratis is, het verbod op simonie en de verplichting om bij te dragen in het levensonderhoud van de kerkelijke bedienaren. Voor behoeftigen moet het stoolrecht worden gereduceerd of kwijtgescholden.
Tot circa 1200 bestond er geen verplichting voor gelovigen om stoolrechten te betalen; wel was het een vrome gewoonte om de priester na een opgedragen mis, enz. een gift te geven. Het Vierde Lateraans Concilie (1215) formaliseerde deze gewoonte, maar waarschuwde tegen misbruik. In Maastricht betaalden kloosters tijdens het ancien régime stoolrechten aan de pastoor van de parochie, waarin het klooster gelegen was, daarmee de rechten van de parochie erkennend.
In de aanloop naar de Franse Revolutie was de hoogte van de droits d'étole en andere vormen van casuel een grief die veelvuldig terugkwam in de cahiers de doléances. De Civiele grondwet van de clerus kende op 12 juli 1790 een staatsbezoldiging toe aan de priesters en bisschoppen, gekoppeld aan de verplichting om voortaan hun functies gratis uit te oefenen (artikel III.12).

## Verwijzingen
1. ↑  Pierre J.H. Ubachs en Ingrid M.H. Evers (2005): Historische Encyclopedie Maastricht, p. 516: 'stoolrechten'. Walburg Pers, Zutphen / RHCL, Maastricht. ISBN 90-5730-399-X.